# Reichenbachsteegen
Reichenbachsteegen ist ein Ortsteil von Reichenbach-Steegen im Landkreis Kaiserslautern in Rheinland-Pfalz. Bis 1969 war er eine selbständige Gemeinde.

## Lage
Reichenbachsteegen liegt im Nordpfälzer Bergland im südöstlichen Gemeindegebiet. Baulich ist der Ort mit dem benachbarten Reichenbach inzwischen zusammengewachsen, sodass eine räumliche Trennung mittlerweile nicht mehr möglich ist. Durch Reichenbachsteegen fließt in Ost-West-Richtung der Reichenbach. Vor Ort mündet der Rockenbach in diesen.

## Geschichte
Erstmals erwähnt wird der frühere Ortsname Steegen in einer Urkunde aus dem Jahr 1269, in der ein gewisser Lozo von Stegen als rechtschaffener Bürger bezeichnet wird. Der Name des Ortes rührt wohl von einem Übergang, einem Steg über ein Gewässer. In einer Urkunde von 1717 sind vierzehn in Stegen ansässige Familien aufgeführt. Bis Ende des 18. Jahrhunderts gehörte der Ort zur Kurpfalz.
Von 1798 bis 1814, als die Pfalz Teil der Französischen Republik (bis 1804) und anschließend Teil des Napoleonischen Kaiserreichs war, war Steegen in den Kanton Landstuhl eingegliedert und unterstand der Mairie Reichenbach. 1815 hatte der Ort 450 Einwohner. Im selben Jahr wurde er Österreich zugeschlagen. Bereits ein Jahr später wechselte der Ort wie die gesamte Pfalz in das Königreich Bayern. Anschließend wechselte Steegen in das Königreich Bayern. Von 1818 bis 1862 gehörte er dem Landkommissariat Homburg an; aus diesem ging das Bezirksamt Homburg hervor.
1911 wurde Steegen in Reichenbachsteegen umbenannt. Da ein Teil des Bezirksamts – einschließlich Homburg selbst – 1920 dem neu geschaffenen Saargebiet zugeschlagen wurde, wechselte der Ort ins neu geschaffene Bezirksamt Kaiserslautern und wurde bis 1938 von einer in Landstuhl ansässigen Bezirksamtsaußenstelle  verwaltet. Ab 1939 war er Bestandteil des Landkreises Kaiserslautern.
Nach dem Zweiten Weltkrieg wurde Reichenbachsteegen innerhalb der französischen Besatzungszone Teil des damals neu gebildeten Landes Rheinland-Pfalz. Im Zuge der ersten rheinland-pfälzischen Verwaltungsreform wurde am 7. Juni 1969 aus den bis dahin eigenständigen Gemeinden Reichenbachsteegen und Reichenbach die Gemeinde Reichenbach-Steegen neu gebildet.

## Wappen
| Wappen von Reichenbachsteegen | Blasonierung: „In dem von Silber und Grün gespaltenen Schild vorn ein goldbewehrter blauer Löwe, linksgewendet, überhöht von drei roten Sternen, hinten ein silberner Wellenpfahl, belegt mit zwei roten Balken.“ |
| Wappen von Reichenbachsteegen | |

## Kultur
Einziges Kulturdenkmal vor Ort ist der in den 1920er Jahren errichtete Umspannturm in der Hauptstraße.

## Verkehr
Von 1920 bis 1972 war der Ort Endpunkt der Bachbahn, die vom Bahnhof Lampertsmühle-Otterbach von der Lautertalbahn abzweigte; der örtliche Bahnhof trug die Bezeichnung Reichenbach (Pfalz). 1995 wurde auf der Strecke auch der Güterverkehr eingestellt; der Abschnitt Weilerbach-Reichenbach wurde inzwischen abgebaut. Vor Ort spielte der Güterverkehr stets eine große Rolle; so befand sich im Einzugsbereich des Bahnhofs ein großer Raiffeisen-Silo, der das gesamte Ortsbild prägte.